# Чернушка горная
Чернушка горная (лат. Erebia montana) — дневная бабочка из рода Erebia в составе семейства бархатниц. Гусеницы питаются злаками — Festuca и Nardus stricta.

## Ареал
Австрия, Франция, Италия, Лихтенштейн, Швейцария.
Горный вид, встречающийся в Альпах и в Апеннинских горах. Встречается в нескольких горных районах: в Альпах от Лигурийских Альп и французских Альп до Тирола и Доломитовых Альп Апуанских Альп, в северных и средних Апеннинах. Встречается на высотах 1100—2500 м н.у.м.
Под названием Erebia goante Esper 1802 (сейчас рассматривается как подвид) приводился по литературным данным для Восточных Бескид — гора Пикуй (на границе Львовской и Закарпатской областей). Указание сомнительное.